# Studios de Shepperton
Les Studios de Shepperton sont à l'origine un lieu de tournage situé à Shepperton au Royaume-Uni. Aujourd'hui, la société gérant ce lieu de production, Pinewood Group, a pris en charge plusieurs sites dans toute l'Angleterre.

## Histoire
L'histoire du film britannique aux studios de Shepperton a commencé en 1931 lorsque Norman Loudon, homme d'affaires écossais, achète le parc de Littleton pour des raisons d’agrandissement et aussi pour avoir accès à un cours d'eau. Loudon était inexpérimenté dans l'industrie du film, mais il faisait des affaires grâce à la production d'appareils photos, ainsi que de petits livres comportant des images animées, donnant une impression de mouvement. Le parc de Littleton semblait idéal quand Loudon a décidé que la prochaine étape était d'écrire et de produire des films, c’est ainsi que naquit une nouvelle compagnie, « Sound City Film Producing & Recording Studios », fondée en 1932. Cette jeune compagnie produisit trois courts métrages pour la Metro-Goldwyn-Mayer et deux films, Watch Beverly (1932) film réalisé par Arthur Maudeet et Réunion (1932) film réalisé par Ivar Campbell.
Vers 1934, des équipements et des décors sophistiqués étaient nécessaires pour l’industrie du film, ce qui rendit une modernisation des locaux et des scènes obligatoires. En 1936, après une période courte de fermeture pour la rénovation, les studios ouvrent avec douze salles, trois scènes de théâtre, de nouveaux plateaux, ateliers, etc. L'un des premiers films tournés dans ces locaux rénovés était probablement un des meilleurs films des années 1940 de la compagnie. Film intitulé L'Écurie Watson (French Without Tears) (1940), sur un scénario de Terence Rattigan réalisé par Anthony Asquith.
Au début de la guerre mondiale, le gouvernement considère que les studios de Shepperton sont un endroit sûr car ils se trouvent à 14 milles du centre de Londres. L'usine à proximité produisait des bombardiers « Spitfire » ce qui en faisait une cible pour les raids aériens allemands. Le ministère de la défense britannique est ensuite amené à réquisitionner les studios, pour créer des reproductions d'avions employés comme leurres.
En 1945, Norman Loudon annonce la réouverture des studios. La même année, la MGM devient majoritaire, et en 1946 les studios de Shepperton deviennent « British Lion Studio Company ». Le lion britannique est maintenant en mesure de devenir un facteur d'après-guerre puissant dans la production britannique de film.
La nouvelle mission de cette jeune compagnie était la distribution et le montage des décors, qui offraient une autonomie technique et financière pour les producteurs indépendants. Un de ses premiers tournages en (1947), fut le film d'Alexander Korda, Un mari idéal écrit par Oscar Wilde en 1899.
Parmi les réalisateurs les plus connus nous retrouvons les films de Roy et John Boulting, Frank Launder et Sidney Gilliat, etc.
Les équipements de Shepperton sont utilisés pour la production de films nationaux et internationaux, les films télévisés, l'enregistrement en studio pour la télévision, les films publicitaires et les bruitages.